# Emanuel
Emanuel je moško osebno ime.

## Izvor imena
Emanuel je svetopisemsko ime in izhaja prek latinskega Emmanuel preko grškega Εμμανoυηλ iz hebrejskega Immānuél v nekdanjem pomenu »z nami Bog«.

## Različice imena
- moške različice imena: Emanuele, Emanuelo, Manojlo, Manuel,
- ženski različici imena: Emanuela, Manuela

## Tujejezikovne različice imena
- pri Angležih: Immanuel
- pri Čehih, Slovakih, Švedih: Emanuel
- pri Francozih: Emmanuel
- pri Italijanih: Emanuele
- pri Nemcih: Emanuel, Immanuel

## Pogostost imena
Po podatkih Statističnega urada Republike Slovenije je bilo na dan 31. decembra 2007 v Sloveniji število moških oseb z imenom Emanuel: 183.

## Osebni praznik
V koledarju je ime Emanuel zapisano 26. marca (Emanuel, mučenec iz Orienta, † 26. mar. v 3. stol.) in 1. oktobra (Emanuel, italijanski škof, † 1. okt. 1298).

## Zanimivost
Znameniti Emanuel je nemški filozof Immanuel Kant, utemeljitelj kritične transcedentne filozofije.